# Maciej Radziejewski
Maciej Radziejewski (ur. 9 października 1951 w Katowicach) – gitarzysta bluesowy, kompozytor wywodzący się ze śląskiego środowiska muzycznego.
W połowie lat sześćdziesiątych zaczynał w amatorskich zespołach muzycznych jako gitarzysta basowy. W większości tych grup grał z Ireneuszem Dudkiem. Przez miesiąc zastępował Józefa Skrzeka we wczesnym wcieleniu grupy SBB.
Pod koniec 1972 roku był jednym ze współzałożycieli grupy Krzak, której pierwszy skład poza nim tworzyli: Jacek Gazda (gitara basowa), Jan Błędowski (skrzypce) i Wojciech Grabiński (perkusja). Jest autorem pierwszych utworów zespołu tj.: Pierwsza próba, Kalejdoskop i Krzak (wizytówka grupy).
Muzycy wystąpili na Musicoramie PSJ w Opolu i Śląskich Konfrontacjach Muzycznych, gdzie zdobyli I nagrodę.
W 1973 roku wraz z kolegami (Krzak zawiesił działalność w lipcu 1973) towarzyszył Czesławowi Niemenowi. Współpraca z artystą trwała z przerwami do roku 1979. W tym czasie Radziejewski dłużej lub krócej współpracował z grupami: En Face, Apokalipsa (współzałożyciel zespołu), Breakout, Kwadrat, Irjan, z Krystyną Prońko i jej zespołem Prońko Band, w późniejszym okresie m.in. z Urszulą Dudziak, Józefem Skrzekiem, Dudkiem, Romanem Wojciechowskim, Jerzym Kawalcem.
W 1981 roku wyjechał do Stanów Zjednoczonych. Przez pierwsze cztery lata mieszkał w Oklahomie. Tam poznał Jamiego Oldakera, perkusistę grupy Erica Claptona. Dzięki jego pomocy trafił do studia Epic-CBS w Nowym Jorku do którego się przeprowadził. W klubach bluesowych występował z takimi legendami jak: Earl May, 75-letni basista znany z zespołu Johna Coltrane’a, pianista Bob Gady, Big Jack Johnson, Ernie Williams z zespołu B.B. Kinga, Sweet Georgia Brown (nagrał z nią album koncertowy ). W swoim dorobku ma pięć płyt (Milky Way, Songs for Poland, Urban Express, składanka Summer Cooler oraz płyta pianisty Chrisa Spendla pt. Spendel) przy których pracował z Michałem Urbaniakiem jako gitarzysta, klawiszowiec, aranżer i kompozytor u boku takich gigantów fusion i jazzu jak m.in. Bill Evans, Randy Brecker, Anthony Jackson, Steve Khan, Lenny White, Victor Bailey, czy Steve Gadd. Skrzypek zainteresował go zastosowaniem komputerów w muzyce, czego doskonałym przykładem jest utwór gitarzysty pt. EmiGrant’s Song (In memory of Nesuhi Ertegun) z płyty Urbaniaka  Songs For Poland. Muzyk na ponad pięć lat odłożył gitarę i zajął się pracą we własnym studiu nagraniowym. Do swojego koronnego instrumentu powrócił na początku lat dziewięćdziesiątych, podczas koncertu SBB na Manhattanie, gdzie pojawił się jako support z własnym zespołem. 8 maja 1993 roku wystąpił w Town Hall Theater z Czesławem Niemenem na koncercie z okazji trzydziestolecia jego pracy artystycznej (Niemen on Brodway). W Nowym Jorku Radziejewski współpracuje z jazzowym saksofonistą Krzysztofem Medyną (także muzyk towarzyszący Niemenowi w Town Hall Theater). Gitarzysta sporadycznie pojawia się na koncertach w Polsce (m.in. Olsztyńskie Noce Bluesowe, Rawa Blues – z zespołem Easy Rider).
W 2000 roku dwukrotnie koncertował w chorzowskiej Leśniczówce. Jeden z tych występów dokumentuje płyta z serii Leszek Winder przedstawia, Live in Leśniczówka. W 2008 dokonał muzycznej obróbki materiału płyty Krzaka pt. Extrim, a także pojawił się z tą grupą na scenie XI Festiwalu Muzycznego im. Ryszarda Riedla w Chorzowie (24-25 VII 2009). W styczniu 2011 roku wystąpił w klubie Beka w Kaliszu z zespołem Smokestack.